# Tekken Revolution
Tekken Revolution (鉄拳レボリューション?, Tekken Reboryūshon) è un videogioco appartenente alla serie Tekken, sviluppato da Namco Bandai. Questo capitolo è un'esclusiva PlayStation 3 ed è un titolo free to play scaricabile gratuitamente dal PlayStation Store. 
Anni dopo fu annunciato che i server di Tekken Revolution avrebbero cessato di funzionare il 20 marzo 2017. Fino al 19 gennaio 2017 sarebbe stato ancora possibile scaricare i contenuti aggiuntivi e superata quella data, il servizio del gioco avrebbe iniziato a cessare fino alla sua completa chiusura. Come previsto, il 20 marzo i server sono stati chiusi rendendo il gioco inaccessibile.

## Modalità di gioco
Si distingue dai suoi predecessori per l'introduzione di una novità: si potranno giocare le diverse modalità spendendo dei gettoni che vengono distribuiti dopo un determinato lasso di tempo. Si hanno dei gettoni blu da spendere per la modalità multigiocatore (vengono distribuiti ogni 30 minuti e se ne possono avere massimo 5) e i gettoni rossi da spendere per l'arcade (di questi ne vengono concessi uno ogni ora e se ne possono possedere al massimo 2). Oltre ai gettoni avremo:
- tagliandi premium, utilizzabili per giocare in qualsiasi modalità se non si è in possesso di gettoni. Utilizzandoli in modalità arcade le ricompense ottenute a fine battaglia saranno triplicate. Utilizzandoli invece nelle altre due modalità i soldi guadagnati saranno triplicati, si guadagnerà esperienza anche in caso di sconfitta, e in caso di vittoria si sarà ricompensati con un altro tagliando.
- Monete premium, utilizzabili allo stesso modo dei tagliandi premium, ma acquistabili a differenza di questi ultimi, dal Playstation Store. Inoltre si potranno potenziare i personaggi aumentando tre statistiche tramite del denaro che otterremo giocando in qualsiasi modalità e usando i punti abilità ottenuti con l'aumento del livello (4 p.ti). Queste statistiche saranno: Forza (più aumenteremo questa statistica, più gli attacchi del nostro personaggio saranno devastanti), Tempra (aumentando questa statistica andremo ad aumentare la barra dell'energia del personaggio) e Vigore (aumentandola crescerà la probabilità di eseguire un attacco critico o di attivare lo stato di rabbia). Questi parametri, una volta alzati, sono permanenti, a meno che non si decida di acquistare dal PS Store un oggetto per azzerarle, così da poter riassegnare i punti in modo diverso.

### Punti Premio
I Punti Premio sono dei punti speciali che vengono assegnati combattendo. Una battaglia in modalità Arcade (impostando la difficoltà della CPU a 'molto difficile') vale 20 punti ogni match vinto (in totale sono 8), ma al settimo match può capitare, in modo casuale, il lottatore segreto Mokujin (non selezionabile), al posto di Jinpachi o Heihachi che darà 200 punti al posto dei canonici 20, Tetsujin (Mokujin argentato) che fornirà 400 punti esperienza e 200 punti premio oppure Kinjin (Mokujin dorato) che consegnerà alla sua sconfitta 200 punti premio ed esperienza più 50.000 G; mentre una partita Classificata o del Giocatore ne vale 100. Inoltre, dopo la distribuzione della patch da parte della Namco Bandai, al posto del solito scontro con il boss finale Ogre, può capitare in modo del tutto casuale di incontrare 'Golden' Ogre', che a differenza del classico Ogre, darà 600 punti invece che 60, e come lascia immaginare il nome è ricoperto tutto d'oro. Questi punti sono utili a sbloccare i vari personaggi, sempre in ordine del tutto casuale, una volta raggiunta una determinata somma di punti (accumulabili disputanto man mano i vari match). Anche i nuovi personaggi Jin Kazama, Ling Xiaoyu, Sergei Dragunov, Hwoarang, Nina Williams, Feng Wei, Kuma, Miguel, Lee Chaolan e Christie Monteiro si sbloccano in questo modo, tuttavia non si è ancora in possesso di numeri precisi.
Inoltre è possibile che, durante speciali eventi organizzati dal Tekken Project Team, venga aumentata la quantità di Punti Premio ottenibili a partita, durante i quali se si userà un Tagliando/Moneta Premium per giocare al posto dei classici coins, si guadagnerà il triplo o il quintuplo dei normali punti.

### Tagliando Premium
Sono utilizzabili per giocare in qualsiasi modalità. Impiegali in modalità Arcade per triplicare le ricompense a costo però di perdere il Tagliando a fine modalità. Se invece viene utilizzato in partita Classificata o in partita del Giocatore verrai ricompensato con un altro Tagliando in caso di vittoria. In caso di sconfitta il Tagliando verrà perso ma riceverai 500 punti esperienza. Ogni totale di vittorie in modalità online, arcade o giorni d'entrata online verranno assegnati dei Tagliandi Premium.
Può capitare che vengano organizzati eventi in cui vengono regalati Tagliandi Premium per un paio di giorni. Il 3 novembre 2013 a causa di un errore del server è stato regalato un Tagliando Premium a tutti gli utenti.

### I Sigilli di Sangue
I sigilli di sangue servono per sbloccare il vampiro Eliza, personaggio esclusivo di Tekken Revolution. Con 200.000 si rende disponibile il personaggio, mentre per sbloccare il suo secondo vestito (un costume da bagno) ne servono 700.000.Per avere i sigilli di sangue basta fare le modalità arcade e modalità online, se si usano tagliandi premium o monete premium i sigilli sono molti di più. I sigilli di sangue possono essere ricevuti da 1, 5, 10, 20, 50 e 100.

## Personaggi
Il numero dei personaggi è pari a 26. Appena si inizierà il gioco se ne avranno a disposizione solo 8, i restanti 18 si sbloccheranno o accumulando punti premio ottenibili nelle tre modalità di gioco (Partita classificata, partita del giocatore, modalità arcade) oppure, grazie all'aggiornamento versione 1.2, sbloccandoli direttamente acquistando i premium pass dallo store online (al prezzo di 4,99 euro cadauno). Oltre a questi ci saranno i boss ovvero: Heihachi Mishima, Ogre, Jinpachi Mishima e Mokujin, i quali non sono sbloccabili in quanto fungono solo da personaggio finale da affrontare nella modalità arcade.
(*) Indica i personaggi da sbloccare.
- Alisa Bosconovitch*
- Asuka Kazama
- Bryan Fury*
- Jack-6
- Kazuya Mishima
- King
- Lars Alexandersson
- Leo Kliesen*
- Lili Rochefort
- Marshall Law
- Paul Phoenix
- Steve Fox*
- Devil Jin*
- Kunimitsu*
- Jin Kazama*
- Ling Xiaoyu*
- Hwoarang*
- Sergei Dragunov*
- Feng Wei*
- Nina Williams*
- Kuma*
- Miguel Caballero Rojo*
- Lee Chaolan*
- Christie Monteiro*
- Jun Kazama*
- Armor King*
- Eliza*
- Bob*
- Julia Chang (Jaycee)*

Inoltre, il 2 luglio 2013, sono stati aggiunti due personaggi, come ringraziamento per aver raggiunto un milione di download:
- Jin Kazama *
- Ling Xiaoyu*

Mentre il 26 luglio 2013, sono stati aggiunti due ulteriori personaggi, in concomitanza con l'uscita della Patch 1.01, che ha messo a punto diversi aspetti del gioco. Le new entry sono state:
- Sergei Dragunov*
- Hwoarang*

Mentre il 9 agosto 2013, sono stati aggiunti due ulteriori personaggi per la campagna estiva:
- Devil Jin*
- Kunimitsu*

In data 12 settembre 2013, sono stati aggiunti altri quattro personaggi:
- Feng Wei*
- Nina Williams*
- Kuma*
- Miguel Caballero Rojo*

In data 31 ottobre 2013, sono stati aggiunti altri due personaggi:
- Lee Chaolan*
- Christie Monteiro*

In data 26 novembre 2013, sono stati aggiunti altri due personaggi per l'update invernale:
- Jun Kazama*
- Armor King*

In data 19 dicembre 2013 e stato pubblicato il nuovo personaggio Eliza (la donna vampiro) che è stata fatta scegliere tramite sondaggio della Namco dai fan di Tekken, mentre il 24 dicembre 2013 è stato aggiunto Robert "Bob" Richards.
- Eliza*[16]
- Bob Richards*

In data 13 febbraio 2014, e stata aggiunto un altro personaggio:
- Jaycee*

Questi personaggi possono essere sbloccati accumulando Punti Premio, esattamente come gli altri o comprando i pass premium online.

## Accoglienza
Nel gennaio 2014 il gioco raggiunse i 2.5 milioni di download.